# Wikipédia en talysh
Wikipédia en talysh (en talysh : Tolyšə Vikipedija) est l'édition de Wikipédia en talysh, langue iranienne parlée en Iran et en Azerbaïdjan. L'édition est lancée en 30 août 2023,,,. Son code est : tly.
Au 20 mars 2025, l'édition en talysh contient 9 042 articles et compte 3 715 contributeurs, dont 24 contributeurs actifs et 2 administrateurs.

## Présentation

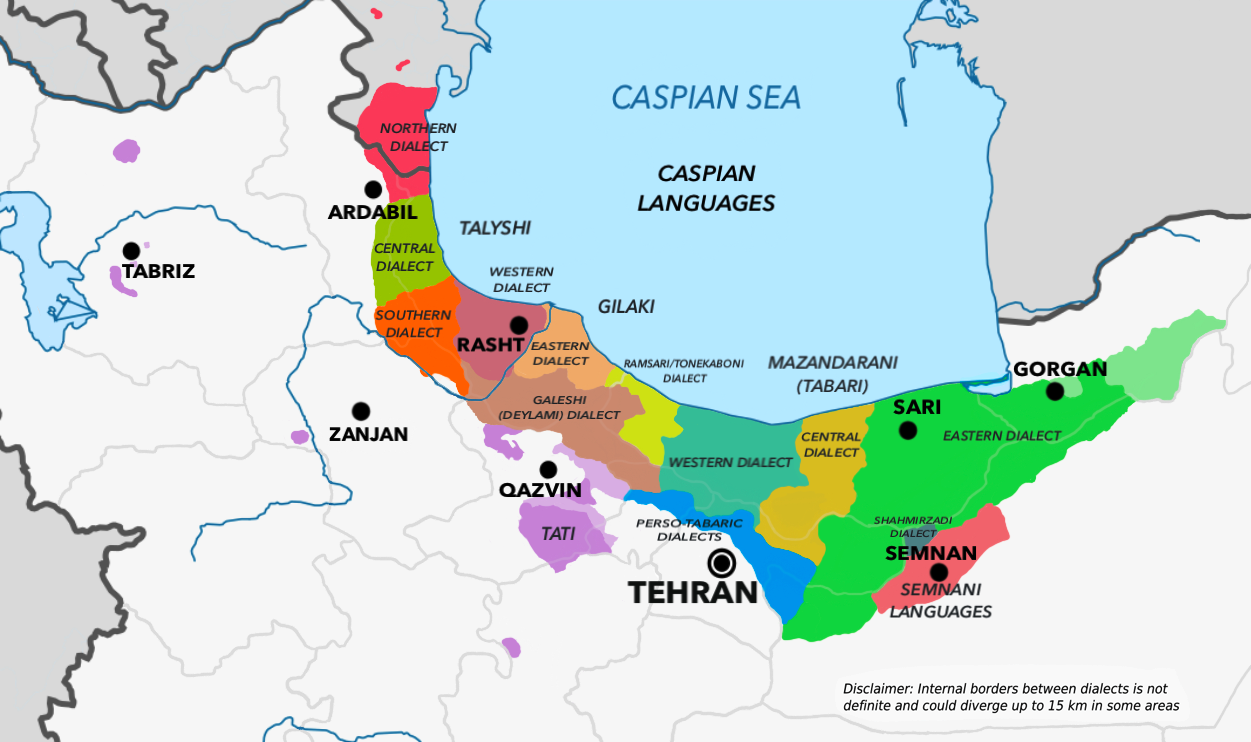
Les langues près de la mer Caspienne.
Les  dialectes du talysh.
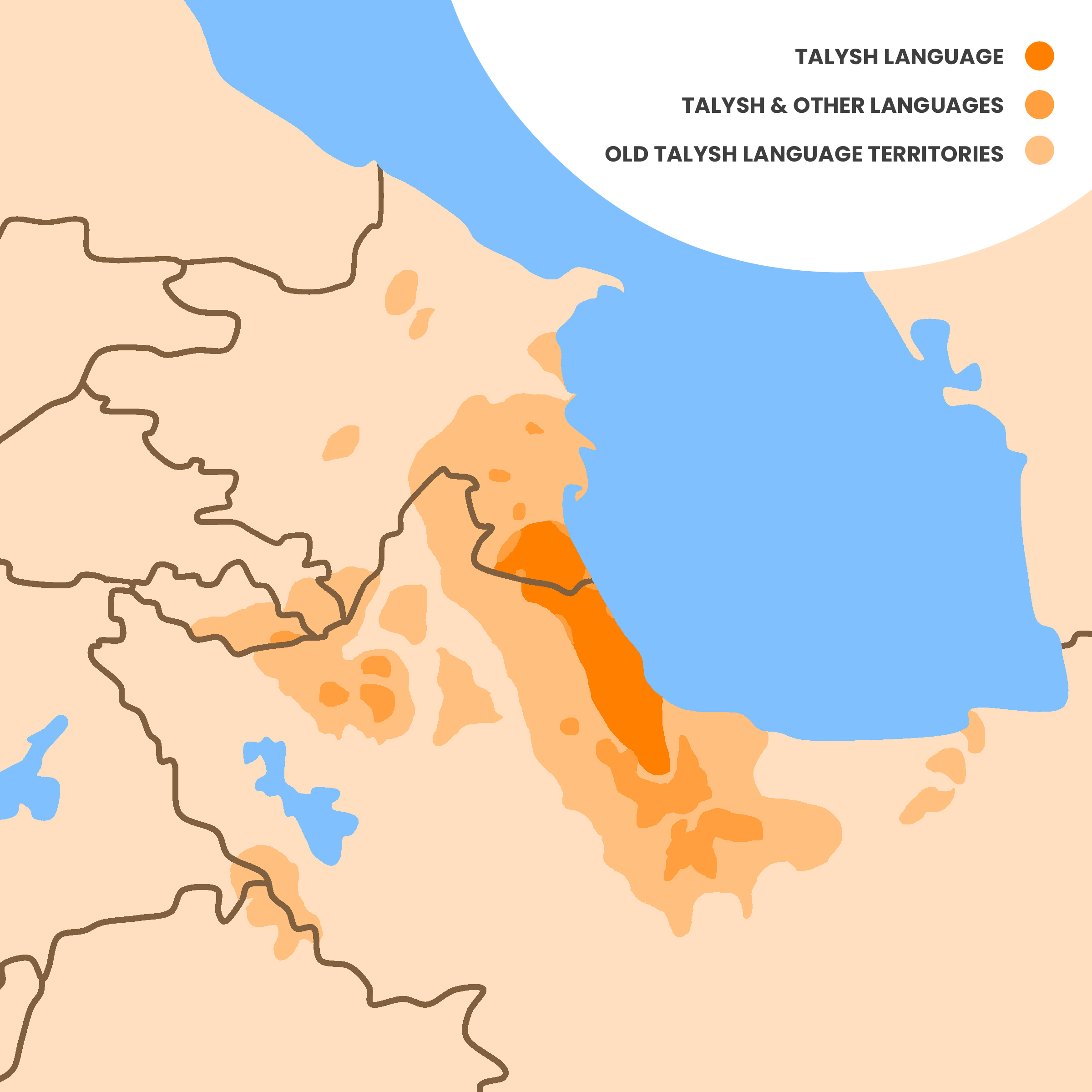
Aire de diffusion du talysh.

## Statistiques
- Le 5 octobre 2024, l'édition en talysh contient 8 092 articles et compte 2 419 contributeurs, dont 18 contributeurs actifs et 2 administrateurs.